# Adempiere
Adempiere è un progetto open source seguito da una comunità che supporta e sviluppa una soluzione software integrante funzionalità di enterprise resource planning, customer relationship management.
Adempiere è nato nel settembre del 2006 come branch di Compiere. Dopo alcune divergenze con Compiere Inc., alcuni sviluppatori hanno deciso la creazione del progetto collaterale da gestire autonomamente come comunità, mantenendo la filosofia open source.

## Funzionalità di Adempiere
Adempiere è in grado di gestire:
- enterprise resource planning (ERP):
  - magazzino;
  - logistica;
  - produzione;
  - ciclo attivo e passivo;
  - fatturazione;
  - contabilità e controllo gestione;
- customer relationship management (CRM):
  - anagrafiche clienti, fornitori;
- analisi performance;
- soluzione integrata per il punto di vendita al dettaglio (POS, point of sale);
- web store integrato.

Il tutto in una robusta applicazione che offre semplicità di configurazione e sviluppo.

## Architettura di Adempiere
Adempiere integra un sistema di gestione dei dati a chiamato Application dictionary (preso dal progetto padre Compiere).
Questo livello di metadati è un'estensione (virtualizzazione) della base di dati all'interno dell'applicazione, che semplifica la gestione e la modifica.
- Dizionario dell'applicazione

Il dizionario permette di controllare, modificare ed aggiungere tutti gli elementi costitutivi dell'applicazione.
Ogni struttura dati creata sul database è controllabile dal dizionario in tutte le sue parti più una serie di ulteriori informazioni specificate dall'applicazione per un migliore controllo. Il dizionario permette quindi una facile modifica dell'interfaccia utente tramite l'applicazione stessa senza scendere al livello di programmazione.

## Tecnologie di Adempiere
Adempiere è sviluppato in Java, in particolare è stata usata la suite Java EE, è stato scelto JBoss come application server.  Per quanto riguarda il database sono supportati diversi DBMS tra cui Oracle e PostgreSQL, ma l'indipendenza dallo specifico db è la forza del progetto. Adempiere utilizza le più recenti tecnologie vedi l'utilizzo della [ZK] per l'interfaccia Web, l'utilizzo delle JSP/servlet per il pacchetto webstore. L'utilizzo dell'application server JBoss lo rende stabile e produttivo per l'utilizzo da parte di aziende di grandi dimensioni. La tecnologia che la comunità sta portando avanti è quella dell'utilizzo delle estensioni in plugin per una massima modularità dell'applicazione.